# Barbara D'Urso
Barbara D'Urso, pseudónimo de Maria Carmela D'Urso (Nápoles, 7 de mayo de 1957), es una presentadora, actriz y escritora italiana.

## Biografía
Es la primera hija de Rodolfo D’Urso, originario de Laurenzana en la provincia de Potencia, y de Vera Pentimalli, originaria de Santa Eufemia de Aspromonte en la provincia de Reggio Calabria. Quedó sin madre el 23 de agosto de 1968, a la edad de once años. Tiene cinco hermanos: mientras que Daniela (1960) y Alessandro (1965) nacieron, como ella, del primer matrimonio del padre, Riccardo (1970), Fabiana (1973) y Eleonora (1975) nacieron del segundo matrimonio del padre con Wanda Randi, una mujer que Barbara considera su segunda madre. Pasó su infancia en Nápoles hasta los 19 años, cuando se fue a Milán para intentar ingresar en el mundo de la moda contra el criterio de su padre.
No habiendo podido debutar como modelo debido a su estatura, fuera de los estándares requeridos, debuta en 1977 como showgirl en el programa 'Gol' de Telemilano 58 con el nombre de Barbara (ya que Maria Carmela no era del agrado de los dirigentes de la cadena lombarda). Allí coincide con Diego Abatantuono, Teo Teocoli, Giorgio Porcaro y Massimo Boldi y trabaja como locutora de televisión y azafata al lado de Claudio Lippi. En 1978 pasa a 'Stryx', de Red 2, haciéndose popular uno de sus bailes en topless (este programa estuvo censurado en la misma Rai porque los contenidos se consideraron escandalosos). En 1979 participó en el programa 'Qué combinación', de Red 2, y al año siguiente, con Pippo Baudo, en la conducción de Domenica In (de la actual Rai 1). En esta edición colaboraban también Beppe Grillo y Memo Remigi.

En la década de los 80 inició carrera como actriz continuando, paralelamente, su actividad como presentadora. En los 90 estuvo inscrita brevemente en el colegio de periodistas trabajando para algunas publicaciones semanales y mensuales.
Desde el 2003 trabaja como presentadora de televisión en exclusiva para Canal 5. Ha presentado diversas ediciones de Gran Hermano, así como otros programas de telerrealidad, de entretenimiento y, desde 2008, de información. Es autora de ocho libros, siete publicados por Arnoldo Mondadori Editor y uno por la Rai Eras.